# Approaching Normal
Approaching Normal ist das fünfte Studioalbum der US-amerikanischen Rockband Blue October.
Es wurde am 24. März 2009 veröffentlicht.
Das Album wurde in Austin/Texas und in Tokio produziert. Zu den Produzenten gehört auch der mit dem Grammy ausgezeichnete Steve Lillywhite. Aus dem Album wurden vier Singles ausgekoppelt. Das Album erreichte in den US-Charts Platz 13. Das normale Album beinhaltet 12 Songs, die Limited Edition 16. Das Mädchen auf dem Coverbild heißt Kathryn Olsen.

## Namensherkunft
Der Name des Albums ist laut Sänger Furstenfeld ein Wortspiel. Furstenfeld meint, dass alles, was die Band gemacht hat, düster gewesen sei und er persönlich sich als Opfer gefühlt habe. Zu dem Zeitpunkt der Produktion fühlte sich der Sänger gestärkt, so dass er sich nicht mehr als Opfer gefühlt habe, was aus seiner Sicht für die Welt normal sei. Weil sie ihrer Meinung nach so „normal“ wie jeder Andere auf dieser Welt seien, nannten sie das Album Approaching Normal. Der Sänger interpretiert den Begriff des Normalen als sehr abwechslungsreich. Er meint, dass normal auch verquer sein kann.

## Produktion
Produziert wurden Demoaufnahmen des Albums Approaching Normal Anfang 2008 in den 5am Studios (Austin/Texas) und in den Sony Recording Studios (Tokio) aufgenommen.
Das eigentliche Album wurde am 18. August 2008 aufgenommen. Die letzten Aufnahmen gingen bis zum 24. Oktober desselben Jahres.
Es wurde in den Pedernales Studios bei Austin von Steve Lillywhite aufgenommen. Die Produktionen, welche in den FL Studios und Pro Tools stattfanden, wurden am 8. Januar 2009 beendet.

## Veröffentlichungen

### In den USA
Aus dem Album wurden vier Singles veröffentlicht. Die erste Single Dirt Room erschien am 23. Dezember 2008 als Download-Single. Am 13. Januar 2009 wurde der Song erstmals im Radio gespielt. Zudem erschien ein Musikvideo am 27. Januar 2009, das auf Yahoo Music Premiere feierte. Dirt Room ist die erfolgreichste Singleauskopplung des Albums. Die Single erreichte den 7. Platz der Billboard Hot Modern Rock Tracks und den 31. Platz der Billboard Hot Mainstream Rock Tracks.  Die anderen drei Singles Say It (erschien am 24. April 2009), Should Be Loved und Jump Rope (erschienen 2009) waren dagegen weniger erfolgreich.

### In Deutschland
Jump Rope ist die erste Single der Band, die in deutschen Radiosendern, wie SWR3 und Radio Hamburg gespielt wurde und den 65. Platz der deutschen Singlecharts erreichte.
Die Singles Picking Up Pieces und Should Be Loved sollen im April erstmals im Radio zu hören sein.

### In Luxemburg
Nach dem Konzert in der Hauptstadt Luxemburgs, spielten Justin Furstenfeld und C. B. Hudson am 11. März 2010 den Song Should Be Loved unplugged beim luxemburgischen Radiosender Eldoradio.

## Trackliste
Das Album beinhaltet sowohl neue als auch ältere Songs, die die Band bereits vorher auf Konzerten gespielt haben. So zum Beispiel wurde der Song Weight of the World, der auch auf dem Livealbum Argue with a Tree enthalten ist, für dieses Album neu aufgenommen. Steve Lillywhite sah die Band erstmals am 27. April 2008 auf dem Edgefest live und entschied, mit der Band das Album zu produzieren. Besonders der Song Say It hat es Lillywhite angetan. Auf Konzerten, die die Band am 4. und am 5. Juli 2008 gab, sagte Justin Furstenfeld, dass sowohl Weight of the World als auch Say It auf dem Album enthalten sein werden. In einem Chat am 23. Juli 2008 gab Jeremy Furstenfeld bekannt, dass auch Dirt Room auf dem Album hörbar sein wird. Justin Furstenfeld spielte die Songs My Never und Picking Up Pieces auf der Breaking Dawn Tour mit Stephenie Meyer im August 2008. Dort gab er bekannt, dass das Album voraussichtlich im März 2009 veröffentlicht wird. Grateful Dancing wurde am 4. Januar 2009 per E-Mail an Fans versendet, der Song Kangaroo Cry wurde auf dem offiziellen Soundtrack der Serie NCIS vertrieben, welche am 10. Februar desselben Jahres veröffentlicht wurde.
- 1. Weight of the World
- 2. Say It
- 3. Dirt Room
- 4. Been Down
- 5. My Never
- 6. Should Be Loved
- 7. Kangaroo Cry
- 8. Picking Up Pieces
- 9. Jump Rope
- 10. Blue Skies
- 11. Blue Does
- 12. The End

Limited Edition Songs
- 13. 78triple6
- 14. Voice of a Friend
- 15. No One’s Listening
- 16. Grateful Dancing

## Thematik
Die Themen aller Songs der Band (einschließlich auch von den anderen Alben) sind Depression, verlorene Liebe und das Leben. Zum Beispiel ist der Song Into the Ocean aus dem Album Foiled (erschien 2006) so gut gespielt, dass die Todeswünsche mancher Hörer durch die Ehrlichkeit der Texte des Sängers verhindert haben. Der Song Jump Rope, der neunte Titel des Albums, handelt vom Gefühlsleben im ganzen Leben. So beschreibt der Sänger, dass es im Leben immer Hochs und Tiefs gebe, wie beim Seilspringen. Blue Does ist der Song, den der Sänger seiner zwei Jahre alten Tochter Blue gewidmet hat. Er beschreibt sie als die Antwort auf ein Gebet, die er zuvor niemals finden konnte. Obwohl manche Songs sehr taktvoll und glücklich wirken, wie zum Beispiel der Song Blue Skies, sind die Thematiken immer dieselben, wie bei den ruhigen, melodischen und traurigen Songs, zum Beispiel Weight of the World.
Furstenfeld persönlich sagte über den Inhalt des Songs Say It, dass es hauptsächlich darum geht, die Hörer aufmerksam zu machen, dass er es hasst, ständig das Opfer zu sein und stattdessen ein starkes, selbstbewusstes Individuum sein wolle. Den Song My Never schrieb Furstenfeld während der literarisch-musikalischen Tour mit Twilight-Autorin Stephenie Meyer, welche zu den bekanntesten Fans der Band zählt, da sie die Texte der Band als sehr emotional empfindet: 

„As a writer, I'm always looking for music that can bring out the emotions that I need for the story. While there are many musicians that can recall to me times in the past where I might have felt sadness or rage or infatuation, it's very rare to find a song that can actually put me in that emotion, rather than just reminding me of it. There is empathetic power in Justin's message - the listener doesn't just sympathize with the feeling of the words, the listener has no choice but to feel the words as if the emotion was his/her own.“

„Als Schriftsteller suche ich immer wieder nach Musik, welche die Emotionen zeigen kann, die ich für meine Geschichte brauche. Es gibt viele Musiker, die mich an meine Vergangenheit erinnern können, wo ich traurig, wütend oder gut gelaunt war, es kommt selten vor, dass man ein Lied findet, das mich im hier und jetzt in Gefühle versetzt, anstatt mich nur daran zu erinnern. In Justins Nachricht ist eine einfühlsame Macht - Der Zuhörer sympathisiert sich nicht nur mit den Gefühlen in seinen Worten-Der Hörer hat keine andere Wahl, die Worte so zu fühlen als ob sie ihre eigenen wären.“

## Inhalt der Songs (Auswahl)

### Weight of the World
Der Song handelt von einem (möglichen) Rückfall des Sängers. Es beginnt damit, dass der Protagonist einen Blackout hat. Als dieser erwacht bemerkt er, dass er auf dem Boden liegt und ein Spiegel zersplittert ist. Die Eltern machen ihm Vorwürfe, dass er sich alles selbst zugefügt hat. Im weiteren Verlauf berichtet der Protagonist, dass er schizophrene Symptome (im Song: sehen von nicht vorhandenen Personen und Gegenstände) aufweist.

### Picking Up Pieces
Der Song handelt von einem Protagonisten, der sich fragt, wie lange er noch Stücke in seinem Herzen aufheben muss, bis er glücklich ist. Er sagt, dass er sich verliebt hat und ihr perfektes Stück Klebstoff sein will. Die Single wird gemeinsam mit Should Be Loved im April dieses Jahres erstmals in deutschen Radios zu hören sein.

### Jump Rope
Jump Rope handelt vom Leben. Der Protagonist ist zu Beginn des Songs fröhlich und kann es kaum erwarten den nächsten Tag zu sehen. Im weiteren Verlauf wird diesem klar, dass das Leben wie ein Springseil ist und es wie beim Seilspringen immer hoch und runter geht. Der Protagonist ist gezwungen Entscheidungen zu treffen; Er wird Niederlagen einstecken müssen, wobei alles Negative auch wieder gut werden kann. Furstenfeld sagte bei einem Interview, dass er den Song für seine Tochter Blue geschrieben hat. In den deutschen Singlecharts erreichte der Song einen 65. Platz.

### Blue Does
Blue Does ist ein reines Wiegenlied, welches der Sänger ebenfalls für seine Tochter geschrieben hat. Er beschreibt sie in diesem Lied, als die Antwort auf das Gebet, welches er zuvor nie gefunden hat.

## Kritiken
Das Album wurde von vielen Online-Musik-Portalen meist positiv rezensiert.
Im Billboard-Chart-Archiv wurde das Album als Perfektion des Alternative-Rock-Genres beschrieben, das sehr abwechslungsreich ist. Neben Wiegenliedern wie Blue Does gibt es auch Songs, die ein Lebensbild widerspiegeln, wie Jump Rope. Entertainment Weekly schrieb über das Album, dass es ein sehr düsteres, aber trotzdem kommerziell klingendes Album ist, sodass es auch für Twilight-Fans geeignet ist dank Songs wie Dirt Room oder auch Picking Up Pieces.
Das Rolling Stone Magazine war der Ansicht, dass Sänger Furstenfeld in diesem Album genug Melodramatik eingebracht hat, zum Beispiel im Song Weight of the World, und dass das Album sowohl mit Werken von Bono als auch von Meat Loaf mithalten könne. Justin Furstenfeld selbst, gab am Rande eines Konzertes, in einem Interview mit Examiner an, im Vergleich zu den Vorgängeralben keine wirklich „ehrlichen“ Songs geschrieben zu haben.

### Stimmen des Sängers und des Produzenten zum Album
Justin Furstenfeld, der alle Vorgängeralben gemeinsam mit Nick Castell produziert hat, erzählt, dass es schon seit Längerem sein Traum gewesen sei, gemeinsam mit Steve Lillywhite ein Album zu produzieren.

„“Working with Steve has always been my dream and I learned so much from him…like less is more.”“

Er sagte auch, dass er viel von ihm lernen konnte. Er beschrieb sich als Maler, der nicht weiß, wie man malt. Er sagte, dass es ein neuer Schritt sei, jemanden an seinen Visionen teilhaben zu lassen, aber er meinte auch, dass es Lillywhite ist und dass er ihm von Anfang an vertraut hat.

„“I was like a painter that did not know how to paint. It’s quite a new step trusting someone with your vision…but hey it’s Steve Lillywhite and I trusted him completely.”“

Lillywhite hat Furstenfeld beim Songwriting gefördert. Wenn ihm etwas nicht gefallen hatte, hat er es ihm sofort mitgeteilt. Manchmal musste er seine Texte und Melodien neu schreiben, wobei die emotionalen Hintergründe des Stückes nicht verloren gehen durften.

„“He pushed me as a writer. I would have a song written and Steve would say, ‘that part is boring.’ No one has ever said that to me before. Steve would tell me to sit down and work on it and I never did that before. I re-wrote melodies and lyrics that didn’t make sense and now they are gorgeous. He pushed me to be better and that inspired me and I accomplished more than I would of on my own.”“

Furstenfeld sagte, dass das Vorgängeralbum Foiled hauptsächlich seine traurige Geschichte erzählt und dass er mit dem neuen Album die Opferrolle endgültig ablegen wolle.

„“Foiled was about all of this crap that I had to get off of my chest. I’m sick of being the victim. I want to be a strong, confident individual.”“

Lillywhite sagte, dass sie ein gutes Album produziert haben, welches eine Reise für die Hörer und dennoch ein kommerzielles Album ist. Er sagt auch, er liebe die Produktion.

„“I think that we have made an album that is an artistic statement. it’s a journey, but it also checks the boxes of commercial potential. I really love the record.”“

Furstenfeld fragte sich, was normal bedeutet, und gab zur Antwort, dass die Bevölkerung schlichte Gefühle, wie Glück, Trauer oder Wahn als normal betrachte. Zur Band persönlich sagte Furstenfeld, dass Blue October ein Gefühl sei. Entweder man liest die Nachricht hinter den einzelnen Wörtern oder man lässt es bleiben. Entweder man mag unsere Musik oder man hasst sie, meinte er weiter.

„“What is normal? Everyone’s sense of normal is at risk over something, happiness or sadness or, god forbid, madness. Blue October is a mood. Whether you listen to the words or not, the music sets a tone and as for the lyrics, well, you either love it or hate it.”“

## Besonderes
Approaching Normal ist das erste Album der Band, das im EMP erhältlich war. Es wurde aufgrund der geringen Resonanz der Käufer wieder aus dem Sortiment genommen. Die Band bezeichnet ihre Musikrichtung als Bi-Polar-Art-Rock. In einem Interview mit vertigo.fm beschreibt Sänger Furstenfeld Bi-Polar-Art-Rock als Rockmusik, die sich von Song zu Song mal fröhlich und mal traurig (wörtlich: with ups and downs) verändert. Furstenfeld beschreibt den Musikstil als ein bisschen Peter Gabriel und Madness.
Die St. Andrews Elementary School aus Miramichi, New Brunswick veröffentlichte auf ihrer Homepage ein Video zu einer eigens eingeübten Choreografie zu Blue Octobers Stück „Jump Rope“. Des Weiteren ist Jump Rope auf der Compilation „All About Bullies… Big and Small“ zu finden, welche 2012 einen Grammy in der Kategorie „Bestes Kinderalbum“ erhielt.